# Eintracht Duisburg 1848
Eintracht Duisburg 1848 is een van de oudste sportclubs van Duitsland. De club heeft zo'n 1500 leden en biedt atletiek, handbal, tafeltennis, voetbal, turnen, badminton, schermen, wielersport, tennis en hockey aan.
Eintracht Duisburg is het product van enkele fusies.

## Geschiedenis

### TuS Duisburg 48/99
In 1848 werd Duisburger Turn Verein opgericht. In 1920 fuseerde deze club met SuS Borussia 1912 Rheinhausen en werd zo  Turn-Borussia Duisburg von 1848. In 1922 fuseerde de club met Duisburger SV Viktoria 1899 en werd zo Duisburger TSV 1848 maar na 2 jaar moest de sportclub zich splitsen, de turners richten Duisburger TV 1848 op en de balsporters Duisburger TSV 1899. In 1937 werden de 2 clubs weer verenigd in TuS Duisburg 48/99.
In de jaren 30 speelde de club in de Gauliga en was de eerste club van Duisburg, enkel in 1935/36 speelde de club niet in de hoogste klasse. In 1941/42 werd de club vicekampioen achter SV Hamborn 07. Twee jaar later moest de club noodgedwongen een tijdelijke fusie aangaan met Duisburger SpV. Deze club was de topclub van de stad van de begindagen van het voetbal in de streek tot eind jaren twintig en was nu weggezakt naar de tweede klasse. Als KSG SpV/TuS 48/99 Duisburg werd de club kampioen. In de nationale eindronde versloeg de club eerst andere oorlogsfusieclub KSG VfL/Sülz Köln en dan FC Schalke 04. In de kwartfinale werd de club gewipt door LSV Hamburg. Het volgende seizoen werd al na enkele competitiewedstrijden afgebroken door het nakende einde van de Tweede Wereldoorlog.
Na de oorlog gingen de clubs weer hun eigen weg. Er kwam een regionale competitie en de club plaatste zich niet voor de Oberliga West, die vanaf 1947 als tweede klasse fungeerde. Nadat in 1949 de II. Oberliga West als tweede klasse werd opgericht kwalificeerde de club zich zelfs daar niet voor. Het duurde tot 1959 vooraleer de club erin slaagde te promoveren. In het eerste seizoen eindigde de club met één punt meer dan BV Union 05 Krefeld net boven de degradatiezone. Na twee seizoenen in de middenmoot eindigde de club in 1963 samen met VfB Bottrop op de eerste plaats al had Bottrop een beter doelsaldo. Er ging echter geen promotie mee gepaard, daar dit jaar de Bundesliga werd opgericht als nieuwe hoogste klasse. TuS ging in de Regionalliga spelen die opgericht werd als 2de klasse. De club eindigde voorlaatste en degradeerde. Omdat de concurrentie nu een stuk groter was als vroeger door het feit dat er veel minder reeksen waren besloot de club te fuseren met Duisburger SpV en werd zo Eintracht Duisburg.

### Eintracht Duisburg 1848
Maar de gebundelde krachten van de clubs leverden niet veel op. Na twee 11de plaatsen degradeerde de club in 1967. Het volgende seizoen promoveerde de club weer maar dat werd gevolgd door een degradatie. Tot 1976 speelde de club in de Amateurliga Niederrhein. Tegenwoordig speelt de club in de Kreisliga B wat gelijkstaat aan de 8ste klasse.